# Scheider Mühle
Die Scheider Mühle ist eine ehemalige Mühlenanlage im Solinger Stadtteil Wald. Die Geschichte der ehemaligen Getreidemühle am Ufer des Lochbachs kann fast 400 Jahre zurückverfolgt werden, sie war noch bis in das Jahr 1915 in Betrieb. Seit 1901 befindet sich eine Gaststätte in den Räumlichkeiten, zu der auch ein Minigolfplatz gehört.

## Geographie
Die Scheider Mühle liegt am Ufer des Lochbachs im Süden von Solingen-Wald an der Grenze zum Stadtbezirk Solingen-Mitte. Sie befindet sich an einer Stichstraße, die vom Scheider Mühlenweg aus zu erreichen ist. Von dem Grundstück der Mühle führt in Höhe des Minigolfplatzes auch ein Weg über eine Brücke über den Lochbach in die südlich gelegene Hofschaft Büschberg. Der Lochbach entspringt bei Obenscheidt und fließt südlich von Wald durch das gleichnamige Tal, bevor er bei Ohligs in die Itter mündet. Westlich, dem Verlauf des Baches folgend, liegt die Wüstung Dorpskotten, auf einer Anhöhe nördlich davon Mummenscheid. Nördlich der Scheider Mühle, auf einem Höhenrücken, befindet sich Scheiderfeld. In östlicher Richtung befindet sich das Dültgenstal, südwestlich liegt der Kleinenberg.

## Etymologie
Das Walder Scheid oder Scheidt war ein Waldgelände im Grenzgebiet zum Kirchspiel Solingen. Es umfasste die Höfe Oben- und Untenscheidt, sowie Scheiderfeld, Mummenscheid, die Scheider Mühle und auch die Ortslage Scheiderirlen.:56f. Der Namensbestandteil Scheid ist ein in vielen Regionen vorkommender Flurname, siehe hierzu auch: -scheid. Seine Herkunft ist wahrscheinlich auf scheiden, Scheide = Grenze zurückzuführen. Neben einer Gemarkungsgrenze kann auch eine Wasserscheide gemeint sein.
Die Scheider Mühle hat ihren Namen dabei von dem in der Nähe gelegenen Ort Mummenscheid, der früher nur Scheid hieß.

## Geschichte
Urkundlich erwähnt wurde die Mühle erstmals im Jahre 1640 im Taufbuch der Gemeinde Wald. Dort findet sich ein Eintrag über einen neugeborenen Heinrich, dessen Vater Jan vom Rosenkampf Müller zu Scheid war. Daraus muss geschlossen werden, dass die Scheider Mühle, die damals zum freiadeligen Gut Scheid (= Mummenscheid) gehörte, in diesem Jahr bereits existierte. Die einstige wassergetriebene Getreidemühle war über die Jahrhunderte im Besitz verschiedener Familien, darunter die Familien Mumm, Paffrath, Dorp und Haarmann. Der damalige Müller der Scheider Mühle, Peter Wilhelm Dorp, errichtete im Jahre 1854 außerdem den Dorpskotten in der Nähe der Mühle.:56f.
Die Mühle ist in dem Kartenwerk Topographia Ducatus Montani von Erich Philipp Ploennies, Blatt Amt Solingen, aus dem Jahre 1715 bereits als mühl verzeichnet. Sie gehörte zur Honschaft Scheid innerhalb des Amtes Solingen. Die Topographische Aufnahme der Rheinlande von 1824 verzeichnet die Mühle unbeschriftet, während die Preußische Uraufnahme von 1844 die Mühle als Scheider M. verzeichnet. In der Topographischen Karte des Regierungsbezirks Düsseldorf von 1871 ist die Mühle erneut unbeschriftet verzeichnet.
Nach Gründung der Mairien und späteren Bürgermeistereien Anfang des 19. Jahrhunderts gehörte die Scheider Mühle zur Bürgermeisterei Wald.
Unter dem Eigentümer Haarmann wurde in den Gebäuden im Jahre 1901 eine Gaststätte eröffnet, so dass sich die Mühle rasch zu einem beliebten Ausflugsziel im Lochbachtal entwickelte. Noch bis in das Jahr 1915 wurden in der Scheider Mühle Roggen, Weizen und Buchweizen gemahlen.:56f. Mit der Städtevereinigung zu Groß-Solingen im Jahre 1929 wurde die Scheider Mühle ein Teil Solingens. Die ehemals zur Mühle gehörenden Nebengebäude, das Gaststättengebäude und die ehemalige Scheune, beides zweigeschossige Fachwerkhäuser mit der Adresse Scheider Mühle 1, 2 stehen seit dem 18. September 1984 als Nummer 3 der Solinger Denkmalliste unter Denkmalschutz. Das eigentliche Mühlgebäude, ein größeres zweigeschossiges Fachwerkhaus, wurde 1999 bei einem Großbrand vollständig zerstört. Andere Teile der Anlage wurden wieder aufgebaut.:56f.